# Avant-Garde caennaise
 (juin 2021).
Si vous disposez d'ouvrages ou d'articles de référence ou si vous connaissez des sites web de qualité traitant du thème abordé ici, merci de compléter l'article en donnant les références utiles à sa vérifiabilité et en les liant à la section « Notes et références ».
Pour les articles homonymes, voir Avant-garde.
L'Avant-Garde caennaise (AGC) est un club omnisports fondé en 1902 à Caen (Calvados).

## Historique

### Origines
Le club est fondé en 1902 comme patronage paroissial par trois personnes de la paroisse Saint-Sauveur avec l'aide du vicaire, l'abbé Adam. En février 1903 ce groupe prend le nom d'Avant-Garde caennaise et le patronage est fondé en novembre de la même année. Le club a son siège rue de la Monnaie de 1902 à 1903  puis 10 rue Froide à compter du 16 février 1904. La pratique de la gymnastique est la première activité du club. Il faut attendre le 10 octobre 1905 pour que soit officiellement fondée l'Avant-garde caennaise Saint-Sauveur (société de gymnastique) ; l'association est déclarée auprès de la préfecture le 8 février 1906 et affiliée auprès de la Fédération gymnastique et sportive des patronages de France le 10 avril suivant.
En 1906, une section de football et une de cross-country sont créées. Le club change alors de nom pour prendre celui, définitif, d'Avant-Garde caennaise en novembre 1907 et déménage au 27 rue Froide. M. Savare, conseiller général, est en le président. La clique, le tir et le théâtre se développent. La gymnastique obtient des premières places aux concours régionaux de gymnastique de la FGSPF, devenue Fédération sportive et culturelle de France en 1968.
En 1913, le club enseigne la préparation militaire. Durant la Première Guerre mondiale, soixante-quatre membres sont mobilisés, dix-sept y perdent la vie. Dès juillet 1914, un groupe des anciens est créé.
L’Avant-Garde est agréée par le gouvernement le 17 juillet 1917 sous le numéro 7319.

### L'entre-deux guerres
Après le conflit, le club redémarre en 1919 avec les anciennes sections plus une section d'athlétisme. Le football se développe avec quatre équipes ainsi que la musique, l’athlétisme et la préparation militaire qui accueille dans ses rangs un futur maréchal de France, Pierre Kœnig. La gymnastique progresse avec ses sections adultes et pupilles dont l’une des équipes, participant aux concours fédéraux, est classée 3e au niveau national. Une équipe féminine de gymnastique, La Phalange Notre-Dame, est créée.
En octobre 1921, le club inaugure un nouveau gymnase et ouvre une section féminine sous le nom de La phalange Notre-Dame de Froide-Rue. L'année suivante, il dispose de son propre terrain appelé le stade de l'Aubépine.
Le théâtre fait vivre l'association avec des représentations régulières, à Caen et dans le département, de pièces religieuses ou revues écrites par l’un de ses membres, Jean Letellier.
En 1929, l’Abbé Adam, directeur fondateur, est nommé vicaire général du diocèse. En 1930 sont fêtées les noces d’argent de l'association et on assiste aux nominations successives des abbés Harel, Agasse, André et Coeuret comme directeurs jusqu’en 1939. En 1938,M. Domin, imprimeur, remplace M. Savare qui meurt en 1944.

### Seconde Guerre mondiale
Pendant la Seconde Guerre mondiale cent membres sont mobilisés, quarante-cinq sont faits prisonniers et deux tombent au champ d'honneur. Parmi les déportés et résistants, trois disparus et sept victimes civiles sont dénombrés. Pendant l’Occupation, les activités fonctionnent clandestinement. Le  président Collin meurt en 1942 et est remplacé par M. Voidies, moniteur fondateur. Les locaux de la rue Froide sont détruits par les bombardements en 1944.

### L'après-guerre
En 1945, les activités reprennent progressivement en gymnastique et football, dans les ruines de la rue Froide et dans plusieurs locaux en ville (Maladrerie et Hélitas) grâce aux anciens. On assiste aux débuts du tennis de table, du volley-ball et du basket-ball. Les effectifs passent à 350 membres.
Les activités ne redémarrent pleinement qu'en 1951. M. Berrier, ancien de l’AGC, chef d’entreprise, devient le président et s’attelle à la reconstitution des installations dans le centre-ville de Caen. Il meurt en 1956 et est remplacé par M. Lefauconnier, maire de Ouistreham.
En août 1958, Mgr Adam le directeur-fondateur meurt et l’abbé Gires est nommé directeur.
En 1960, les nouveaux locaux sont inaugurés, 20 rue de l'Oratoire en présence de l'évêque Mgr Jacquemin, du ministre M. Triboulet, de M. Leroy Ladurie , du sénateur-maire Jean-Marie Louvel, du président du Conseil général M. Pierre Gamare, du président de la Fédération sportive et culturelle de France (FSCF) M. Gilbert Olivier et du général d’armée Pierre Kœnig, ancien membre de l’AGC. De nouvelles sections sont créées : judo, hand-ball, une troupe scoute et un groupe de sans-filistes. La branche féminine entre à l’Avant-Garde, en basket, volley et gymnastique. 
Toutes les activités sont regroupées au nouveau siège. Les effectifs progressent très sensiblement et les équipes se trouvent en excellence régionale basket, le volley en régionale et au niveau national, le tennis de table en Nationale 1, le judo occupe les premières places en régional ainsi qu'au niveau national FSCF. Un centre sportif de vacances fonctionne à Veaussieux ainsi que des camps en montagne.
En 1964, Bernard Nourry remplace M. Lefauconnier.
En 1970, l’abbé Gires est nommé vicaire général. Le volley-ball évolue en Nationale 2 pendant deux années. Le tennis de table revient à nouveau en régionale et nationale 4. Des sections de karaté, d'aérobic et de gymnastique volontaire voient le jour ainsi qu’une chorale, le cyclotourisme et des randonneurs.
En 1971, Georges Mallet succède à Bernard Nourry.
En 1979, Roland Magdelaine prend la présidence de l'association. Il est remplacé en 1981 par Georges Mallet. Depuis cette date, il est à noter que l’ensemble des activités regroupe plus de 1 100 membres venant de Caen et des environs.
Les nécessités de la pratique des activités nécessitent d’utiliser les installations municipales au stade Hélitas, en football à l’Institut universitaire de technologie (IUT) ainsi qu’un gymnase. Un groupe d’anciens et amis fonctionne au sein de l’AGC. Reprenant des manifestations de la FSCF à Caen depuis 1960, les championnats fédéraux ont été accueillis en judo, tennis de table, gymnastique, musique ainsi qu’en athlétisme.
En 1992, le club quitte ses locaux du centre-ville pour des locaux neufs situés 6 rue du Petit Clos Saint-Marc, à La Folie-Couvrechef, au nord de Caen, tout près du campus 2 de l'université.

### LeXXIesiècle
En 2002, la gymnastique compte plus de 550 adhérents. Le judo et le tennis de table se distinguent sans discontinuer depuis plusieurs années au niveau national. Les activités proposées sont encadrées par des moniteurs professionnels diplômés d’État. Ce sont plus de 1 650 personnes qui pratiquent leur sport préféré au sein de l'AGC.
En 2018, le club compte environ 1 800 adhérents. Le bureau, présidé par Michel Charpentier, est complété par le premier vice-président Guy Cressier, le deuxième vice-président Moïse Claire, le trésorier général André Croguennoc et le secrétaire général Jean Jagut.

## Présidents
| #  | Nom                  | Période     |
| -- | -------------------- | ----------- |
| 1  | Louis Savare         | 1906-1938   |
| 2  | Edmond Domin         | 1938-1941   |
| 3  | Collin               | 1941-1942   |
| 4  | M.Voidies            | 1942-1951   |
| 5  | Raymond Berrier      | 1951-1956   |
| 6  | Charles Lefauconnier | 1956-1964   |
| 7  | Bernard Nourry       | 1964-1971   |
| 8  | Georges Mallet       | 1971-1979   |
| 9  | Roland Magdelaine    | 1979-1981   |
| 10 | Georges Mallet       | 1981-1993   |
| 11 | Roger Coum           | 1993 – 2005 |
| 12 | Michel Charpentier   | depuis 2005 |

## Directeurs
| # | Nom         | Période   |
| - | ----------- | --------- |
| 1 | abbé Adam   | 1902-1929 |
| 2 | abbé Harel  | 1929-1931 |
| 3 | abbé Agasse | 1931-1937 |
| 4 | abbé André  | 1937-1938 |
| 5 | abbé Cœuret | 1938-1939 |
| 6 | Chatillon   | 1939-1943 |
| 7 | Morin       | 1943-1947 |
| 8 | Marguerite  | 1947-1958 |
| 9 | abbé Gires  | 1958-1970 |

Depuis 1970 les abbés Guilbert, Cloteau et le frère Gilles se sont succédé.

## Football féminin
La section féminine de football du club est créée en 2008.

### Palmarès
| Saisons   | Division 1 | Division 2 | Division 3             | Phase d'Accession Nationale (PAN) | Championnat interrégional féminin (CIR) | Championnat Maine-Normand | DH Basse-Normandie féminine | Coupe de Basse-Normandie féminine | Coupe de France féminine |
| 2008-2009 | -          | -          | -                      | Championnat inexistant            | Championnat inexistant                  | Championnat inexistant    | Championnat inexistant      | -                                 | -                        |
| 2009-2010 | -          | -          | -                      | Championnat inexistant            | Championnat inexistant                  | Championnat inexistant    | Championnat inexistant      | -                                 | -                        |
| 2010-2011 | -          | -          | Championnat inexistant | Championnat inexistant            | -                                       | Championnat inexistant    | 6e                          | -                                 | 1er tour fédéral         |
| 2011-2012 | -          | -          | Championnat inexistant | Championnat inexistant            | -                                       | Championnat inexistant    | 2e                          | -                                 | finale régionale         |
| 2012-2013 | -          | -          | Championnat inexistant | Championnat inexistant            | -                                       | Championnat inexistant    | 3e                          | -                                 | finale régionale         |
| 2013-2014 | -          | -          | Championnat inexistant | Championnat inexistant            | -                                       | Championnat inexistant    | 2e                          | 1/2 finale                        | finale régionale         |
| 2014-2015 | -          | -          | Championnat inexistant | Championnat inexistant            | 4e (Gr.A)                               | 1er                       | Championnat inexistant      | finaliste                         | 16e de finale            |
| 2015-2016 | -          | -          | Championnat inexistant | Vainqueur                         | Championnat inexistant                  | 1er                       | Championnat inexistant      | Vainqueur                         | 32e de finale            |
| 2016-2017 | -          | e (Gr.A)   | Championnat inexistant | -                                 | Championnat inexistant                  | -                         | Championnat inexistant      | -                                 | -                        |
| 2017-2018 | -          | -          | Championnat inexistant | -                                 | Championnat inexistant                  | -                         | Championnat inexistant      | -                                 | -                        |
| 2018-2019 | -          | -          | Championnat inexistant | -                                 | -                                       | -                         | Championnat inexistant      | -                                 | -                        |
| 2019-2020 | -          | -          | Championnat inexistant | -                                 | -                                       | -                         | Championnat inexistant      | -                                 | -                        |